# Mistrzostwa Polski w rugby 7 (2008)
XV Mistrzostwa Polski Seniorów Rugby „7” odbyły się 1 maja w Sochaczewie. Mistrzem Polski został Folc AZS Warszawa, który w finale pokonał Orkan Sochaczew. Trzecie miejsce w turnieju zajął AZS AWF Katowice po zwycięstwie nad Budowlanymi Łódź.

## Drużyny
| Drużyna                   | Status                        | Liczba występów | Najlepszy wynik                                            |
| ------------------------- | ----------------------------- | --------------- | ---------------------------------------------------------- |
| Orkan Sochaczew           | gospodarz / Wicemistrz z 2007 | do uzupełnienia | I miejsce (2001, 2002, 2003, 2004)                         |
| Folc AZS Warszawa         | Mistrz z 2007                 | do uzupełnienia | I miejsce (1998, 1999, 2000, 2005, 2006, 2007, 2008, 2009) |
| Budowlani Łódź            | Trzecie miejsce z 2007        | do uzupełnienia | II miejsce (2003, 2006)                                    |
| Alfa Bydgoszcz            | uczestnik                     | do uzupełnienia | do uzupełnienia                                            |
| AZS AWF Katowice          | uczestnik                     | do uzupełnienia | III miejsce (2008)                                         |
| Brygada Bałuty Rugby Club | uczestnik                     | do uzupełnienia | do uzupełnienia                                            |
| Koliber Sosnowiec         | uczestnik                     | do uzupełnienia | do uzupełnienia                                            |
| RC Kosmaz Koszalin        | uczestnik                     | do uzupełnienia | do uzupełnienia                                            |
| Skra Warszawa             | uczestnik                     | do uzupełnienia | do uzupełnienia                                            |
| Unislavia Unisław         | uczestnik                     | do uzupełnienia | do uzupełnienia                                            |

## Sędziowie
- Ireneusz Pietrak

## Faza grupowa
Legenda do tabelek:
- Pkt – liczba punktów
- M – liczba meczów
- W – wygrane
- R – remisy
- P – porażki
- mPr+ – punkty meczowe zdobyte
- mPr- – punkty meczowe stracone
- +/- – różnica bramek

### Grupa A
| Zespół             | Pkt | M | W | R | P | mPr+ | mPr- | +/- |
| ------------------ | --- | - | - | - | - | ---- | ---- | --- |
| Folc AZS Warszawa  | 12  | 4 | 4 | 0 | 0 | 112  | 26   | +86 |
| AZS AWF Katowice   | 10  | 4 | 3 | 0 | 1 | 90   | 55   | +35 |
| Unislavia Unisław  | 8   | 4 | 2 | 0 | 2 | 48   | 75   | -27 |
| RC Kosmaz Koszalin | 6   | 4 | 1 | 0 | 3 | 38   | 79   | -41 |
| Skra Warszawa      | 4   | 4 | 0 | 0 | 4 | 43   | 106  | -63 |

| 1 maja 2008 | Folc AZS Warszawa | 36:0(19:0) | Unislavia Unisław | Stadion przy ul. Warszawskiej 80 |
| 1 maja 2008 |                   | 36:0(19:0) |                   | Stadion przy ul. Warszawskiej 80 |

| 1 maja 2008 | Skra Warszawa | 12:21(7:7) | RC Kosmaz Koszalin | Stadion przy ul. Warszawskiej 80 |
| 1 maja 2008 |               | 12:21(7:7) |                    | Stadion przy ul. Warszawskiej 80 |

| 1 maja 2008 | AZS AWF Katowice | 7:26(7:14) | Folc AZS Warszawa | Stadion przy ul. Warszawskiej 80 |
| 1 maja 2008 |                  | 7:26(7:14) |                   | Stadion przy ul. Warszawskiej 80 |

| 1 maja 2008 | Skra Warszawa | 7:26(7:7) | Unislavia Unisław | Stadion przy ul. Warszawskiej 80 |
| 1 maja 2008 |               | 7:26(7:7) |                   | Stadion przy ul. Warszawskiej 80 |

| 1 maja 2008 | RC Kosmaz Koszalin | 0:26(0:12) | AZS AWF Katowice | Stadion przy ul. Warszawskiej 80 |
| 1 maja 2008 |                    | 0:26(0:12) |                  | Stadion przy ul. Warszawskiej 80 |

| 1 maja 2008 | Folc AZS Warszawa | 24:12(12:12) | Skra Warszawa | Stadion przy ul. Warszawskiej 80 |
| 1 maja 2008 |                   | 24:12(12:12) |               | Stadion przy ul. Warszawskiej 80 |

| 1 maja 2008 | AZS AWF Katowice | 22:7(7:7) | Unislavia Unisław | Stadion przy ul. Warszawskiej 80 |
| 1 maja 2008 |                  | 22:7(7:7) |                   | Stadion przy ul. Warszawskiej 80 |

| 1 maja 2008 | RC Kosmaz Koszalin | 7:26(0:14) | Folc AZS Warszawa | Stadion przy ul. Warszawskiej 80 |
| 1 maja 2008 |                    | 7:26(0:14) |                   | Stadion przy ul. Warszawskiej 80 |

| 1 maja 2008 | Skra Warszawa | 12:35(7:14) | AZS AWF Katowice | Stadion przy ul. Warszawskiej 80 |
| 1 maja 2008 |               | 12:35(7:14) |                  | Stadion przy ul. Warszawskiej 80 |

| 1 maja 2008 | Unislavia Unisław | 15:10(0:10) | RC Kosmaz Koszalin | Stadion przy ul. Warszawskiej 80 |
| 1 maja 2008 |                   | 15:10(0:10) |                    | Stadion przy ul. Warszawskiej 80 |

### Grupa B
| Zespół                    | Pkt | M | W | R | P | mPr+ | mPr- | +/- |
| ------------------------- | --- | - | - | - | - | ---- | ---- | --- |
| Orkan Sochaczew           | 12  | 4 | 4 | 0 | 0 | 110  | 24   | +86 |
| Budowlani Łódź            | 10  | 4 | 3 | 0 | 1 | 88   | 49   | +39 |
| Alfa Bydgoszcz            | 8   | 4 | 2 | 0 | 2 | 95   | 35   | +60 |
| Koliber Sosnowiec         | 5   | 4 | 0 | 1 | 3 | 17   | 109  | -92 |
| Brygada Bałuty Rugby Club | 5   | 4 | 0 | 1 | 3 | 12   | 107  | -95 |

| 1 maja 2008 | Orkan Sochaczew | 33:0(14:0) | Brygada Bałuty Rugby Club | Stadion przy ul. Warszawskiej 80 |
| 1 maja 2008 |                 | 33:0(14:0) |                           | Stadion przy ul. Warszawskiej 80 |

| 1 maja 2008 | Budowlani Łódź | 24:0(12:0) | Koliber Sosnowiec | Stadion przy ul. Warszawskiej 80 |
| 1 maja 2008 |                | 24:0(12:0) |                   | Stadion przy ul. Warszawskiej 80 |

| 1 maja 2008 | Alfa Bydgoszcz | 12:14(0:14) | Orkan Sochaczew | Stadion przy ul. Warszawskiej 80 |
| 1 maja 2008 |                | 12:14(0:14) |                 | Stadion przy ul. Warszawskiej 80 |

| 1 maja 2008 | Budowlani Łódź | 36:0(24:0) | Brygada Bałuty Rugby Club | Stadion przy ul. Warszawskiej 80 |
| 1 maja 2008 |                | 36:0(24:0) |                           | Stadion przy ul. Warszawskiej 80 |

| 1 maja 2008 | Koliber Sosnowiec | 0:38(0:26) | Alfa Bydgoszcz | Stadion przy ul. Warszawskiej 80 |
| 1 maja 2008 |                   | 0:38(0:26) |                | Stadion przy ul. Warszawskiej 80 |

| 1 maja 2008 | Orkan Sochaczew | 28:7(14:0) | Budowlani Łódź | Stadion przy ul. Warszawskiej 80 |
| 1 maja 2008 |                 | 28:7(14:0) |                | Stadion przy ul. Warszawskiej 80 |

| 1 maja 2008 | Alfa Bydgoszcz | 26:0(19:0) | Brygada Bałuty Rugby Club | Stadion przy ul. Warszawskiej 80 |
| 1 maja 2008 |                | 26:0(19:0) |                           | Stadion przy ul. Warszawskiej 80 |

| 1 maja 2008 | Koliber Sosnowiec | 5:35(0:14) | Orkan Sochaczew | Stadion przy ul. Warszawskiej 80 |
| 1 maja 2008 |                   | 5:35(0:14) |                 | Stadion przy ul. Warszawskiej 80 |

| 1 maja 2008 | Budowlani Łódź | 21:19(14:7) | Alfa Bydgoszcz | Stadion przy ul. Warszawskiej 80 |
| 1 maja 2008 |                | 21:19(14:7) |                | Stadion przy ul. Warszawskiej 80 |

| 1 maja 2008 | Koliber Sosnowiec | 12:12(7:7) | Brygada Bałuty Rugby Club | Stadion przy ul. Warszawskiej 80 |
| 1 maja 2008 |                   | 12:12(7:7) |                           | Stadion przy ul. Warszawskiej 80 |

## Faza pucharowa
|  |                                           |                   |                   |                                           |    |                 |                 |       |
|  | Półfinał                                  | Półfinał          | Półfinał          |                                           |    | Finał           | Finał           | Finał |
|  | Półfinał                                  | Półfinał          | Półfinał          |                                           |    | Finał           | Finał           | Finał |
|  | 1 maja - Stadion przy ul. Warszawskiej 80 |                   |                   |                                           |    |                 |                 |       |
|  |                                           |                   |                   |                                           |    |                 |                 |       |
|  | Folc AZS Warszawa                         | Folc AZS Warszawa | 28                |                                           |    |                 |                 |       |
|  | Folc AZS Warszawa                         | Folc AZS Warszawa | 28                | 1 maja - Stadion przy ul. Warszawskiej 80 |    |                 |                 |       |
|  | Budowlani Łódź                            | Budowlani Łódź    | 19                |                                           |    |                 |                 |       |
|  | Budowlani Łódź                            | Budowlani Łódź    | 19                |                                           |    | Orkan Sochaczew | Orkan Sochaczew | 7     |
|  | 1 maja - Stadion przy ul. Warszawskiej 80 |                   |                   |                                           |    | Orkan Sochaczew | Orkan Sochaczew | 7     |
|  |                                           |                   | Folc AZS Warszawa | Folc AZS Warszawa                         | 26 |                 |                 |       |
|  | Orkan Sochaczew                           | Orkan Sochaczew   | Folc AZS Warszawa | Folc AZS Warszawa                         | 26 | 19              |                 |       |
|  | Orkan Sochaczew                           | Orkan Sochaczew   |                   |                                           |    |                 |                 |       |
|  | AZS AWF Katowice                          | AZS AWF Katowice  | 7                 |                                           |    |                 |                 |       |
|  | AZS AWF Katowice                          | AZS AWF Katowice  | 7                 |                                           |    |                 |                 |       |

### Półfinały
| 1 maja 2008 | Folc AZS Warszawa | 28:19(21:12) | Budowlani Łódź | Stadion przy ul. Warszawskiej 80 |
| 1 maja 2008 |                   | 28:19(21:12) |                | Stadion przy ul. Warszawskiej 80 |

| 1 maja 2008 | Orkan Sochaczew | 19:7(7:7) | AZS AWF Katowice | Stadion przy ul. Warszawskiej 80 |
| 1 maja 2008 |                 | 19:7(7:7) |                  | Stadion przy ul. Warszawskiej 80 |

### Mecz o 9. miejsce
| 1 maja 2008 | Skra Warszawa | 29:7(17:0) | Brygada Bałuty Rugby Club | Stadion przy ul. Warszawskiej 80 |
| 1 maja 2008 |               | 29:7(17:0) |                           | Stadion przy ul. Warszawskiej 80 |

### Mecz o 7. miejsce
| 1 maja 2008 | Koliber Sosnowiec | 0:36(0:19) | RC Kosmaz Koszalin | Stadion przy ul. Warszawskiej 80 |
| 1 maja 2008 |                   | 0:36(0:19) |                    | Stadion przy ul. Warszawskiej 80 |

### Mecz o 5. miejsce
| 1 maja 2008 | Unislavia Unisław | 19:10(14:5) | Alfa Bydgoszcz | Stadion przy ul. Warszawskiej 80 |
| 1 maja 2008 |                   | 19:10(14:5) |                | Stadion przy ul. Warszawskiej 80 |

### Mecz o 3. miejsce
| 1 maja 2008 | Budowlani Łódź | 19:24(7:5) | AZS AWF Katowice | Stadion przy ul. Warszawskiej 80 |
| 1 maja 2008 |                | 19:24(7:5) |                  | Stadion przy ul. Warszawskiej 80 |

### Finał
| 1 maja 2008 | Orkan Sochaczew | 7:26(7:19) | Folc AZS Warszawa | Stadion przy ul. Warszawskiej 80 |
| 1 maja 2008 |                 | 7:26(7:19) |                   | Stadion przy ul. Warszawskiej 80 |

MISTRZ POLSKI 2010

      
Folc AZS Warszawa
 SIÓDMY TYTUŁ

## Klasyfikacja końcowa
| Miejsce | Reprezentacja             | Liczba pkt do PLR7 |
| ------- | ------------------------- | ------------------ |
|         | Folc AZS Warszawa         | 24                 |
|         | Orkan Sochaczew           | 17                 |
|         | AZS AWF Katowice          | 15                 |
| 4.      | Budowlani Łódź            | 13                 |
| 5.      | Unislavia Unisław         | 11                 |
| 6.      | Alfa Bydgoszcz            | 9                  |
| 7.      | RC Kosmaz Koszalin        | 7                  |
| 8.      | Koliber Sosnowiec         | 5                  |
| 9.      | Skra Warszawa             | 3                  |
| 10.     | Brygada Bałuty Rugby Club | 1                  |